# رائد ابراهیم صالح
رائد ابراهیم صالح (عربی: رائد إبراهيم صالح؛ زاده ۹ ژوئن ۱۹۹۲) یک بازیکن فوتبال اهل عمان است.
وی همچنین در تیم ملی فوتبال عمان بازی کرده‌است.